# Diário Mercantil (Santos)

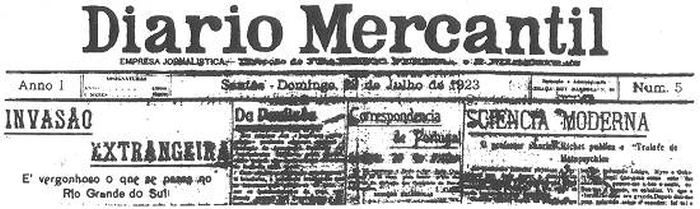
Cabeçalho da edição nº 5.

O Diário Mercantil foi um jornal brasileiro, editado no cidade paulista de Santos, no ano de 1923.

## Histórico
De propriedade declarada como uma "empresa jornalística", tinha por diretores Francisco Ferreira e Paulo Filgueiras e começou sua breve circulação em 25 de julho de 1923
Situado na Praça Rui Barbosa, nº 36, suas edições duraram até 6 de setembro do mesmo ano, quando então, a pretexto de uma suspensão provisória, encerrou suas tiragens.